# Philidors Verteidigung
Philidors Verteidigung ist ein Hörspiel von Günter Eich, das am 12. Dezember 1973 vom WDR postum unter der Regie von Raoul Wolfgang Schnell gesendet wurde. Der Verfasser hatte das fünfzehn Jahre zuvor entstandene Stück zurückgezogen und nie freigegeben.

## Inhalt
Der paranoide siebzehneinhalbjährige Gymnasiast Alexander fühlt sich von seinen Eltern ausspioniert. Es wird aber weder mitgeteilt, was der Gegenstand der Spionage sein soll, noch, für wen die Eltern spionieren.
Alexander gaukelt dem Untersuchungsrichter vor, er habe Herrn Nikodemi einer Frauengeschichte wegen ermordet. Der Hörer weiß es aus dem offenherzigen Erzählerkommentar – des freilich Geistesgestörten – besser. Eine Frau war überhaupt nicht im Spiele und Alexander hatte das Opfer zufällig ausgewählt.
In dieser tiefenpsychologischen Studie über einen Jugendlichen, der mit seinem gutbürgerlichen Elternhaus und überhaupt mit seinem Umfeld auf dem Kriegsfuß steht, muss der Hörer zunächst annehmen, Alexander wollte von Anfang an die Tötung eines beliebigen Zeitgenossen vertuschen. Zum Beispiel heuchelt Alexander Interesse für das Schachspiel. Von der im Titel angezeigten Eröffnung nach Philidor hat der Schachneuling höchstens ein Halbwissen. Alexander gesteht dem Hörer, die Schachspielerei diene der Täuschung. Der tägliche Fußweg zum Schachgegner Richard, dem besten Schachspieler unter den Klassenkameraden, sollte lediglich Alltag demonstrieren. Seitab vom Wege wohnt Alexanders zunächst ins Auge gefasstes Opfer. An jenem Nachmittag des 15. April verlässt Alexander zwar den Weg, wählt aber in letzter Minute ein anderes Opfer ganz in der Nähe des intendierten aus.
Gegen Ende des Hörspiels will Alexander nichts mehr vertuschen. Für die Tötung des ihm bis dato Unbekannten teilt er keinen Grund mit. Vom Untersuchungsrichter inhaftiert, will er sich nur noch die Pulsader aufschneiden oder sich erhängen.

## Produktionen
- 12. Dezember 1973, WDR, Regie: Raoul Wolfgang Schnell.
- 3. Dezember 1977, SRG, Regie: Hans Jedlischka.
- 12. Dezember 1977, WDR, Regie: Heinz Hostnig.[2] Volker Roos sprach den Alexander, Paul Edwin Roth und Melanie de Graaf seine Eltern,  Reinhard Sannemann den Richard, Michael Thomas den Herrn Nikodemi und Rolf Boysen den Untersuchungsrichter (siehe Eintrag in der HörDat unter „Weblinks“).

## Rezeption
- Günter Eich habe von dem Werk Abstand genommen, nachdem ihm im privaten Kreis das Konstruierte vorgeworfen worden sei.[3]

### Verwendete Ausgabe
- Günter Eich: Philidors Verteidigung (1958). S. 419–450 in: Karl Karst (Hrsg.): Günter Eich. Die Hörspiele 2. in: Gesammelte Werke in vier Bänden. Revidierte Ausgabe. Band III. Suhrkamp, Frankfurt am Main 1991, ohne ISBN

### Sekundärliteratur
- Ulrich Wergin (Hrsg.), Karol Sauerland (Hrsg.): Literatur und Theologie. Schreibprozesse zwischen biblischer Überlieferung und geschichtlicher Erfahrung. Königshausen & Neumann, Würzburg 2005, ISBN 978-3-8260-2799-4